# Kaffeklubbeneiland
Kaffeklubbeneiland (Deens: Kaffeklubben Ø, "koffieclubeiland", Groenlands: Inuit Qeqertaat), is een klein onbewoond eiland net buiten de noordoostelijke kust van Groenland. Het wordt beschouwd als de meest noordelijk gelegen landmassa op aarde. Het werd in 1900 ontdekt door Robert Peary.
Het eiland heeft een lengte van ca. 1 km. In 1921 werd het voor het eerst bezocht door de Deense geoloog en poolonderzoeker Lauge Koch, die het vernoemde naar het koffiehuis van het Kopenhaagse museum voor mineralogie. In 1969 berekende een Canadees team dat de noordelijke punt van het eiland 750 m noordelijker ligt dan Kaap Morris Jesup en daarmee het noordelijkste land op aarde is.
Later werden grindbanken gevonden die nog noordelijker liggen (onder andere Oodaaq of Oodap Qeqert), maar de veranderlijkheid daarvan maakt ze niet tot geschikte kandidaten voor het record.